# Verkehrsbetriebe Karlsruhe
Verkehrsbetriebe Karlsruhe GmbH (VBK) – komunalne przedsiębiorstwo transportowe w niemieckim mieście Karlsruhe, prowadzące przewozy autobusowe i tramwajowe.
Stanowi spółkę zależną w 100% należącą do komunalnego przedsiębiorstwa Karlsruher Versorgungs-, Verkehrs- und Hafen GmbH, pozostającego w wyłącznym posiadaniu miasta Karlsruhe.
W 2017 r. przedsiębiorstwo wykonało następującą pracę przewozową:
- 8,7 mln wozokilometrów w transporcie szynowym,
- 4,6 mln wozokilometrów w przewozach autobusowych.

Liczba przewiezionych pasażerów w 2017 r. wyniosła natomiast 104,3 miliona.